# 大場真人
大場 真人（おおば まひと、1961年3月4日 - ）は、日本の男性声優、ナレーター。北海道出身。青二プロダクション所属。

## 略歴
玉川大学芸術学科演劇専攻卒業。かつては劇団S･W･A･T!の前身、劇団第三帝国に入団し、舞台俳優として活動していた。

## 人物
音域はA - A。方言は北海道弁。
多数のテレビ、アニメ、洋画等のナレーションを務めており、舞台にも多数出演している。
趣味は読書。特技は日本舞踊、日本太鼓。

## 出演
太字はメインキャラクター。

### テレビアニメ
1990年
- かりあげクン（医師）

1993年
- 蒼き伝説シュート!（アナウンサー）
- SLAM DUNK（柔道部員）

1994年
- 真拳伝説タイトロード（クラウス・ダガッツ）
- ママレード・ボーイ（竹村プロデューサー）

1995年
- アニメ世界の童話（父）
- 空想科学世界ガリバーボーイ（ナレーション）
- H2（アナウンサー）

1997年
- ゲゲゲの鬼太郎（第4作）（小林）
- スレイヤーズTRY（魔道士）
- 中華一番!（ジュンシン、雑技団団長）

1998年
- 金田一少年の事件簿（速水雄一郎、蘇我豊広）
- 超魔神英雄伝ワタル（ホシオ）
- ブレンパワード（消防士）
- 遊☆戯☆王（女郎蜘蛛のジロウ）
- ロードス島戦記-英雄騎士伝-（ホッブ、ナレーション）

1999年
- ONE PIECE（1999年 - 、ナレーション、ネス、スモーカー〈2代目〉、ワルサギ、パガヤ、ビッグパン、めがねの学者〈ロシュ〉、バスカビル〈左〉、ロシュ、ガイル、リュードー、ヤマカジ、マネージャー〈サンクリン〉 他） - 1シリーズ + 7作品

2000年
- 勝負師伝説 哲也（男A）

2002年
- Witch Hunter ROBIN（黒澤明夫）
- キン肉マンII世（2002年 - 2006年、ナレーション、ジェロニモ、吉貝アナ） - 3シリーズ

2006年
- 金色のコルダ〜primo passo〜（ヴァイオリン奏者）

2007年
- 出ましたっ!パワパフガールズZ（マスク・ド・メキシコ）

2008年
- ゲゲゲの鬼太郎（第5作）（居酒屋おやじ、泥田坊）
- ねぎぼうずのあさたろう（ながきち）
- 墓場鬼太郎（地底の水木）

2010年
- 怪談レストラン（民宿の主人）

2012年
- 探検ドリランド（クレモア）

2013年
- トリコ×ONE PIECE×ドラゴンボールZ 超コラボスペシャル!!（ナレーション）

2014年
- ディスク・ウォーズ:アベンジャーズ（ブラックパンサー）

2017年
- マーベル フューチャー・アベンジャーズ（ブラック・パンサー）

2018年
- 銀河英雄伝説 Die Neue These 邂逅（エルネスト・メックリンガー）

2024年
- ポケットモンスター（2024年 - 2025年、クラベル）

### 劇場アニメ
- 劇場版美少女戦士セーラームーンR（1993年、ニュースキャスター）
- MEMORIES「彼女の想いで」（1995年、声）
- 金田一少年の事件簿 オペラ座館・新たなる殺人（1996年、間久部青次）
- ONE PIECE（2000年、ナレーション）
- キン肉マンII世（2001年、吉貝アナウンサー）
- キン肉マンII世 マッスル人参争奪! 超人大戦争（2002年、吉貝アナ[17]）
- ONE PIECE ジャンゴのダンスカーニバル（2002年、MC）
- ONE PIECE THE MOVIE エピソードオブチョッパー+ 冬に咲く、奇跡の桜（2008年、ナレーション）
- ONE PIECE STAMPEDE（2019年、スモーカー[18]）
- ONE PIECE FILM RED（2022年、ナレーション）

### OVA
- 機動戦士ガンダム 第08MS小隊（1996年、ガウパイロット）
- 水夏 〜SUIKA〜（2003年、アルキメデス）
- ONE PIECE ロマンス ドーン ストーリー（2008年、ナレーション）
- ONE PIECE FILM STRONG WORLD EPISODE:0（2010年、ヤマカジ、ナレーション）
- スパイペンギン（2012年、WB）

### Webアニメ
- 恋するワンピース（2025年、ナレーション[19]）

### ゲーム
1993年
- ヴェインドリームII（ブージ）

1995年
- プライベート・アイ・ドル（立花次郎）
- プリンセスメーカー1（勇者）※PCエンジン版

1996年
- Jリーグ プロサッカークラブをつくろう!（解説）
- メルティランサー 〜銀河少女警察2086〜（ガレオス、ナレーション）

1997年
- メタルエンジェル3（カルロス尾崎）

1998年
- b.l.u.e. Legend of water（青龍、ヘリコプターパイロット）
- ユニバーサルナッツ（赤毛）

1999年
- Spiritual Soul（グラス）

2001年
- 決戦II（甘寧、劉璋）
- ONE PIECE グランドバトル!（ナレーション、パンダマン）
- ONE PIECE とびだせ海賊団!（パンダマンなど）
- ウィークネスヒーロー トラウマン（ズィニア、ミックスマン）

2002年
- キン肉マンII世 新世代超人VS伝説超人（アナウンサー、???超人）
- ONE PIECE グランドバトル! 2（ナレーション、スモーカー、パンダマン）
- ONE PIECE トレジャーバトル!（スモーカー、パンダマン）

2003年
- ONE PIECE オーシャンズドリーム!（スモーカー、パンダマン）
- ONE PIECE グランドバトル! 3（スモーカー、パンダマン、パガヤ）

2004年
- エースコンバット5 ジ・アンサング・ウォー（オーシア空軍AWACSサンダーヘッド）
- ガングレイヴO.D.（ドン・コルシオネ）
- キン肉マン ジェネレーションズ（ジェロニモ、吉貝アナウンサー）
- キン肉マン マッスルグランプリMAX（ジェロニモ、キン肉星兵士）
- ぐるみん（モトロ）
- 決戦III（森可成、三好政康）

2005年
- 悪魔城ドラキュラ 闇の呪印（ドラキュラ）
- 魁!!男塾（聖紆麈）
- スターフォックス アサルト（ウルフ・オドネル）
- テイルズ オブ レジェンディア（スティングル / アーノルド・オルコット）
- Fighting For ONE PIECE（スモーカー）
- メタルギアアシッド2（ビンス）
- ONE PIECE グラバト! RUSH（スモーカー）
- ONE PIECE パイレーツカーニバル（スモーカー、パンダマン）

2006年
- キン肉マン マッスルグランプリ2 特盛（ジェロニモ）
- キン肉マン マッスルジェネレーションズ（ジェロニモ、吉貝アナウンサー）
- ジョジョの奇妙な冒険 ファントムブラッド（ナレーション）
- BLOOD+ 〜ファイナルピース〜（ガイ）

2007年
- キン肉マン マッスルグランプリ2（ジェロニモ）
- テイルズ オブ イノセンス（ルカの父）
- BLADESTORM 百年戦争（フィリップ・ル・ボン）
- ONE PIECE アンリミテッドアドベンチャー（スモーカー）
- ONE PIECE ギアスピリット（スモーカー）

2008年
- 大乱闘スマッシュブラザーズX（ウルフ・オドネル）
- WORLD DESTRUCTION 導かれし意思（オオカミ師）
- ONE PIECE ワンピーベリーマッチ（スモーカー、ナレーション）

2009年
- テイルズ オブ ザ ワールド レディアント マイソロジー2（ニアタ）
- FRAGILE 〜さよなら月の廃墟〜（追跡者）
- ONE PIECE アンリミテッドクルーズ エピソード2 -目覚める勇者-（スモーカー）
- ONE PIECE ワンピーベリーマッチW（パンダマン）

2010年
- ONE PIECE ギガントバトル!（スモーカー、パンダマン）
- 銀河鉄道999DS（ナレーション）

2011年
- テイルズ オブ ザ ワールド レディアント マイソロジー3（ニアタ、ヒーローボイス）
- ONE PIECE アンリミテッドクルーズ スペシャル（スモーカー）
- ONE PIECE ギガントバトル! 2 新世界（スモーカー、パンダマン）

2012年
- アンチェインブレイズ エクシヴ（ザガン）
- テイルズ オブ イノセンス R（ルカの父）
- ワンピース 海賊無双（2012年 - 2020年、スモーカー、ナレーション） - 4作品
- ワンピース ROMANCE DAWN 冒険の夜明け（パンダマン、ナレーション）

2013年
- 無双OROCHI2 Ultimate（渾沌）
- ONE PIECE アンリミテッドワールド レッド（スモーカー）

2014年
- シャリーのアトリエ 〜黄昏の海の錬金術士〜（ジェラール・ペリアン）
- 大乱闘スマッシュブラザーズ for Wii U（ウルフ・オドネル）
- ONE PIECE 超グランドバトル! X（スモーカー、ナレーション）
- ONE PIECE ワンピースキングス（スモーカー）

2018年
- 無双OROCHI 3（渾沌）
- 大乱闘スマッシュブラザーズ SPECIAL（ウルフ・オドネル〈スマッシュアピール〉）

2019年
- ブレイドエクスロード（ヤース・タッカート）

2020年
- ONE PIECE トレジャークルーズ（スモーカー）

2022年
- パズル&ドラゴンズ（スモーカー）
- グランブルーファンタジー（「ONE PIECE」次回予告ナレーション）

2023年
- ONE PIECE ODYSSEY（スモーカー、ナレーション）

### ラジオドラマ
- 流星倶楽部 73 - 74話 「邂逅する惑星」（挟山哲夫）、78 - 81話 「不惑の星」（盛本芳春）
- ザ・ジョーカー 全20話（ナレーション）
- 花の慶次（2012年、火嘉宝山）
- 「花の慶次〜雲のかなたに〜」“琉球の章”（2013年、竜嶽）

### ドラマCD
- テイルズ オブ デスティニー（フィンレイ・ダグ）

### 吹き替え

#### 映画
- エネミー・フォース 限界空域（ケイン：アレクサンダー・エンバーグ）
- クロコダイルの涙（マーティン：コリン・サーモン）
- 最高のともだち（トム〈成人〉：デイヴィッド・ドゥカヴニー）
- 2001年宇宙の旅（ヘイウッド・R・フロイド：ウィリアム・シルヴェスター） - WOWOW追加収録部分[注 2]
- ファイティング×ガール（ルーサー・ショー：オマー・エップス）
- マイティ・ジョー（グレッグ・オハラ：ビル・パクストン）
- リプリー（ディッキー・グリーンリーフ：ジュード・ロウ） - DVD版

#### ドラマ
- ER緊急救命室シーズン12 第15・19・20話（ステファン・ダカライ：イーモン・ウォーカー）
- 名探偵モンクシリーズ5 第3話「恐怖のヌーディスト」（チャンス・シンガー）
- ONE PIECE（2023年、ナレーション：イアン・マクシェーン）

### 特撮
- ウルトラセブン 失われた記憶（洗脳宇宙人ヴァリエル星人の声）
- ウルトラセブン 栄光と伝説（寄生生命体ヴァルキューレ星人の声）

### ナレーション

#### テレビ番組
- クローズアップ現代（NHK総合）※不定期
- ワンダー×ワンダー（NHK総合）
- 国分太一・美輪明宏・江原啓之のオーラの泉（テレビ朝日）
- サラリーマンNEO（一部ナレーション、「はたらくおじさん」では猫柳くんの声も担当）
- スーパー競馬（フジテレビ）
- 恋愛百景（テレビ朝日、2007年1月8日 - 2009年9月28日）
- 世界の隠れ家（CS放送 旅チャンネル）
- 落語者（テレビ朝日、2010年）
- トリビアの泉 へぇへぇの種で大満開久しぶりにやったらギネスまでとっちゃったよSP（フジテレビ、2010年2月27日）
- きれいの魔法（NHK教育、2010年4月 - ）
- 料理の怪人（テレビ東京、2010年10月 - 2011年2月）
- 石田純一の街の達人（BS日テレ）
- 情報プレゼンター とくダネ!（フジテレビ）
- ビッグトゥデイ（フジテレビ）
- ザ・プレミアム（NHK BSプレミアム）
- 全国高等学校サッカー選手権大会 準決勝直前SP（日本テレビ）
- スポーツ神進化!すごすぎ新技術（テレビ東京、2019年3月24日）

#### テレビドラマ
- ホットスポット 第2話 - （2025年1月19日 - 、日本テレビ）

#### CM
- 田辺三菱製薬「タナベ胃腸薬ウルソ」

#### DVD
- 20世紀の名勝負100
- エルコンドルパサー 王者の飛翔
- グラスワンダー 夢色の蹄跡
- タイキシャトル 世界を制した栗色の疾風
- シンボリクリスエス 歴史を紡いだ勇者

### 朗読劇
- ネコたん！〜猫町怪異奇譚〜（2024年、サクタロー[26]）

### その他コンテンツ
- 石井竜也コンサートツアー2018「-陣 JIN-」（2018年、広岡宗達の声）
- 銀河鉄道の夜（プラネタリウム番組のナレーション）
- 世界の果てまでイッテQ!（外国人吹き替え）
- 言奏〜ふたつの愛の物語〜（BELOVED公演、2005年）
- フェルメール展（音声ガイドのナレーション）